# Тессин (Бад-Доберан)
Тессин (нем. Tessin) — город в Германии, в земле Мекленбург — Передняя Померания.
Входит в состав района Бад-Доберан. Подчиняется управлению Тессин. Население составляет 3898 человек (на 31 декабря 2010 года). Занимает площадь 24,52 км². Официальный код — 13 0 51 077.